# Richarville
Richarville – miejscowość i gmina we Francji, w regionie Île-de-France, w departamencie Essonne.
Według danych na rok 1990 gminę zamieszkiwało 370 osób, a gęstość zaludnienia wynosiła 36 osób/km² (wśród 1287 gmin regionu Île-de-France Richarville plasuje się na 881. miejscu pod względem liczby ludności, natomiast pod względem powierzchni na miejscu 365.).